# 小山ひかる
小山ひかる（こやま ひかる、1991年6月28日 - ）は、日本の女性ファッションモデル。京都府出身。
HINOIチームの元メンバーである。

## 略歴
- 2002年7月3日、広重美穂、樋井明日香と3人組音楽ユニットLOVE&PEACEを結成し、シングル「DRIFTER」（PCCA-1699）をリリース。
- 2005年5月18日、HINOIチームのメンバーとしてシングル「IKE IKE」をリリース。
- 2008年9月1日、所属事務所の携帯サイトから日記「ひかるは永遠 鶴は千年亀は万年」が削除された。
- 2012年6月3日、関西コレクションの第一期生に選ばれる。[2]
- 2012年9月17日、関西コレクション 2012A/W（第4回、京セラドーム大阪）に出演。[3]
- 2013年3月3日、関西コレクション 2013S/S（第5回、京セラドーム大阪）ネイルズユニークのステージに出演。[4][5]
- 2014年7月12日、東京ファッションコレクション（パシフィコ横浜）にゲストモデルとして出演。[6]

## 出演

### ミュージカル
- 朝倉薫のガールズハイパーミュージカル2016『タイラー!』（2016年5月） - ミサンドリ 役

- ガールズハイパーミュージカル『タイラー△』（2018年9月） - ミサンドリ 役

### 映画
- 野獣（クーガ）の城　～女子刑務所～（2017年3月26日公開、監督:奥渉）[7] - 二宮ユキ 役

### オリジナルビデオ
- 野獣（クーガ）の城～女子刑務所～2（2017年5月、監督：奥渉）- 二宮ユキ 役

### インターネット番組
- 能勢伸之の週刊安全保障 - ウェイバックマシン（2015年8月29日アーカイブ分）（ホウドウキョク）

- 国際政治チャンネル

## 書籍
- ラブベリー（ - 2008年3月号）徳間書店
- 3か月前からはじめるビューティ花嫁BOOK、幻冬舎 - イメージモデル